# إيفو ديوغو
إيفو ديوغو (بالبرتغالية: Ivo Lul Diogo‏) هو لاعب كرة قدم برازيلي، ولد في 12 يناير 1935 في ساو بورخا، ريو جراندي دو سول في البرازيل، وتوفي في 7 يوليو 2009 في بورتو أليغري في البرازيل. لعب مع غريميو بورتو أليغرينزي ونادي إنترناسيونال.

## وصلات خارجية
- إيفو ديوغو على موقع قاعدة بيانات كرة القدم.إي يو (الإنجليزية)